# Вільям Джон Кодрінгтон
Генерал сер Вільям Джон Кодрінгтон (26 листопада 1804 — 6 серпня 1884) — офіцер і політик британської армії, який брав участь у Кримській війні.

## Військова кар'єра
Він був другим сином адмірала сера Едварда Кодрінгтона, переможця в битві при Наварино. Народився 26 листопада 1804 року. У 1821 році пішов до армії прапорщиком у Колдстрімську гвардію, отримав звання лейтенанта у 1823 році, лейтенанта та капітана у 1826 році, майора та підполковника у 1836 році та полковника у 1846 році.
Він приїхав до Варни влітку 1854 року, коли там стояли табором англійські та французькі війська, як вільний полковник, пізніше його підвищили до звання генерал-майора, 20 червня 1854 року. Лорд Реглан попросив Кодрінгтона прийняти командування 1-ю бригадою легкої дивізії, що складалася з 7-го, 23-го та 33-го полків, які стали вакантними через підвищення бригадного генерала Річарда Ейрі на посаду генерал-квартирмейстера замість лорда де Роса.
Будучи генералом, який командував бригадою та абсолютно не мав досвіду війни, Кодрінгтон брав участь у своїй першій битві, битві при Альмі. Легка дивізія вийшла вперед надто далеко й заплуталася, переправляючись через Альму, і Кодрінгтон, побачивши, що його люди можуть бути вбитими російськими гарматами, сміливо атакував великий редут і захватив його. Але незабаром йому довелося відступити під навалою російських військ, і він ризикував бути повністю розгромленим, доки російська колона не була розбита натиском високогірної бригади під командуванням сера Коліна Кемпбелла. Його хоробрість у цій битві показала, що Кодрінгтон заслуговує свого командування, і він знову довів свою мужність у битві під Інкерманом, де він цілий день займав хребет Вікторія і постійно відсилав усі війська, які приходили йому на допомогу, щоб допомогти у справжній битві на Інкерманському бивні. Сер Джордж Браун, який командував легкою дивізією, був важко поранений у цій битві, і після неї Кодрінгтон прийняв командування всією дивізією як старший бригадир.
Протягом зими 1854–1855 років він залишався командувачем дивізії, а 5 липня 1855 року отримав нагороду за свою постійність, ставши кавалером-командором Ордена Бані. 11 листопада 1855 року з якоїсь причини, яка ніколи не була належним чином пояснена, Кодрінгтон змінив сера Джеймса Сімпсона на посаді головнокомандувача замість сера Коліна Кемпбелла, який мав набагато більше претензій на посаду, і він командував силами, що окупували Севастополь, оскільки боїв більше не було, до остаточної евакуації з Криму 12 липня 1856 року.
Повернувшись до Англії, Кодрінгтон отримав звання генерал-лейтенанта, призначений полковником 54-го піхотного полку, а в 1857 році був обраний членом парламенту від Гринвіча від ліберальної партії. З 1859 по 1865 рік він був губернатором Гібралтару. У1865 році став кавалером Великого хреста Ордена Бані, а в 1863 році він отримав звання генерала. У 1860 році його перевели в полковники 23-го пішого полку, а в 1875 році в полковники гвардії Колдстрімського полку.
Він залишався активним політиком до кінця свого життя. Він не проходив активної служби, за винятком 1854 та 1855 років. Він носив медаль із чотирма застібками за Крим, був командором ордена Почесного легіону, кавалером Великого хреста Військового ордена Савойї та членом першого класу ордену Меджидіє(орден Османської імперії).
Кодрінгтон помер 6 серпня 1884 року, на вісімдесятому році життя, у Данмор Котеджі, Гекфілд, Вінчфілд у Гемпширі.

## Політична кар'єра
У політиці Кодрінгтон був лібералом, прихильником віконта Пальмерстона. Особливо йому подобалася зовнішня політика його лідера. Він виступав за «прогресивну реформу» та «громадянську та релігійну свободу», але не підтримав таємне голосування.
Він був членом парламенту від Гринвіча між довиборами в лютому 1857 і 1859 рр. Він змагався за Вестмінстерський парламент у 1874 р. та Льюїс у 1880 р.
У 1868 році він балотувався на посаду представника від Гринвіча, замінивши колегу-ліберала сера Вільяма Брайта, який відмовився балотуватися. Коли Вільям Гладстон не зміг зайняти місце в Ланкаширі, сам Кодрінгтон залишився осторонь, щоб дозволити йому представляти Гринвіч.

## Сім'я
У 1836 році він одружився з Мері Еймс, і разом вони народили двох синів і двох дочок. Його син, Альфред, також став військовим, командував армією Home Service під час Першої світової війни; його донька Мері вийшла заміж за Вільяма Ерла, офіцера армії, який загинув у битві при Кірбекані. Двоє інших дітей померли маленькими.